# Toini Gustafsson
Toini Gustafsson-Rönnlund, geb. Karvonen (* 17. Januar 1938 in Suomussalmi), ist eine ehemalige schwedische Skilangläuferin. Sie ist ursprünglich Finnin, kam aber während des Zweiten Weltkriegs nach Schweden und wurde dort adoptiert.

## Werdegang
Toini Gustafsson, die für den IFK Likenäs und den Skellefteå SK startete, hatte ihren ersten internationalen Erfolg im Jahr 1960 beim Holmenkollen Skifestival. Dort gewann sie erstmals den 10-km-Lauf. Zwei Jahre später holte sie bei den Nordischen Skiweltmeisterschaften 1962 in Zakopane die Silbermedaille mit der Staffel. Im folgenden Jahr wurde sie bei den Svenska Skidspelen Zweite über 10 km. Bei den Olympischen Winterspielen 1964 in Innsbruck gewann sie die Silbermedaille mit der Staffel. Zudem errang sie den achten Platz über 10 km und den sechsten Platz über 5 km. Im selben Jahr kam sie bei den Lahti Ski Games und bei den Svenska Skidspelen jeweils auf den dritten Platz im 10-km-Lauf. Bei den Nordischen Skiweltmeisterschaften 1966 in Oslo gewann sie über 10 km und mit der Staffel jeweils die Bronzemedaille. Des Weiteren wurde sie Sechste über 5 km. Im selben Jahr siegte sie erstmals im 10-km-Lauf bei den Svenska Skidspelen. Im folgenden Jahr wiederholte sie diesen Erfolg und gewann zudem den 10-km-Lauf beim Holmenkollen Skifestival. Bei den Lahti Ski Games im Februar 1967 kam sie auf den dritten Platz über 10 km. Bei den Olympischen Winterspielen 1968 in Grenoble wurde sie sowohl über 5 km als auch über 10 km Olympiasiegerin. Mit der schwedischen Staffel gewann sie bei diesen Spielen die Silbermedaille. Außerdem gewann sie im Jahr 1968 zum dritten Mal den 10-km-Lauf beim Holmenkollen Skifestival und erstmals den 10-km-Lauf bei den Lahti Ski Games. und errang bei den Svenska Skidspelen den zweiten Platz.
Gustafsson wurde 1967 mit der Holmenkollen-Medaille und 1968 mit der Svenska-Dagbladet-Goldmedaille geehrt. Bei schwedischen Meisterschaften siegte sie sechsmal über 5 km (1962–1965, 1967, 1968) und fünfmal über 10 km (1962–1964, 1966, 1967). Mit der Staffel von Skellefteå SK wurde sie 1968 Meisterin. Sie war bis zu dessen Tod mit dem ehemaligen schwedischen Skilangläufer Assar Rönnlund verheiratet.

## Erfolge

### Olympische Winterspiele
- 1964 in Innsbruck: Silber mit der Staffel
- 1968 in Grenoble: Gold über 5 km, Gold über 10 km, Silber mit der Staffel

### Weltmeisterschaften
- 1962 in Zakopane: Silber mit der Staffel
- 1966 in Oslo: Bronze über 10 km, Bronze mit der Staffel

### Schwedische Meisterschaften
- 1962: Gold über 5 km, Gold über 10 km
- 1963: Gold über 5 km, Gold über 10 km
- 1964: Gold über 5 km, Gold über 10 km
- 1965: Gold über 5 km
- 1966: Gold über 10 km
- 1967: Gold über 5 km, Gold über 10 km
- 1968: Gold über 5 km, Gold mit der Staffel